# El Morell
El Morell (spanisch Morell) ist eine katalanische Gemeinde mit 3.878 Einwohnern (Stand: 2024) in der Provinz Tarragona im Nordosten Spaniens. Sie liegt in der Comarca Tarragonès. Die Gemeinde besteht aus zahlreichen Einzelsiedlungen. 

## Geographische Lage
El Morell liegt etwa zehn Kilometer nördlich vom Stadtzentrum von Tarragona und knapp 85 Kilometer westsüdwestlich von Barcelona am Francolí in einer Höhe von ca. 100 m.
Durch die Gemeinde führt die Autovía A-27.

## Bevölkerungsentwicklung
| Jahr      | 1970 | 1981 | 1991 | 2001 | 2011 | 2021 |
| Einwohner | 1859 | 2139 | 2272 | 2327 | 3445 | 3732 |

## Sehenswürdigkeiten
- Martinskirche (Iglesia de San Martín)
- Reste der alten Befestigungsmauern
- Rathaus, ehemaliges Herrenhaus der Familie Montoliu

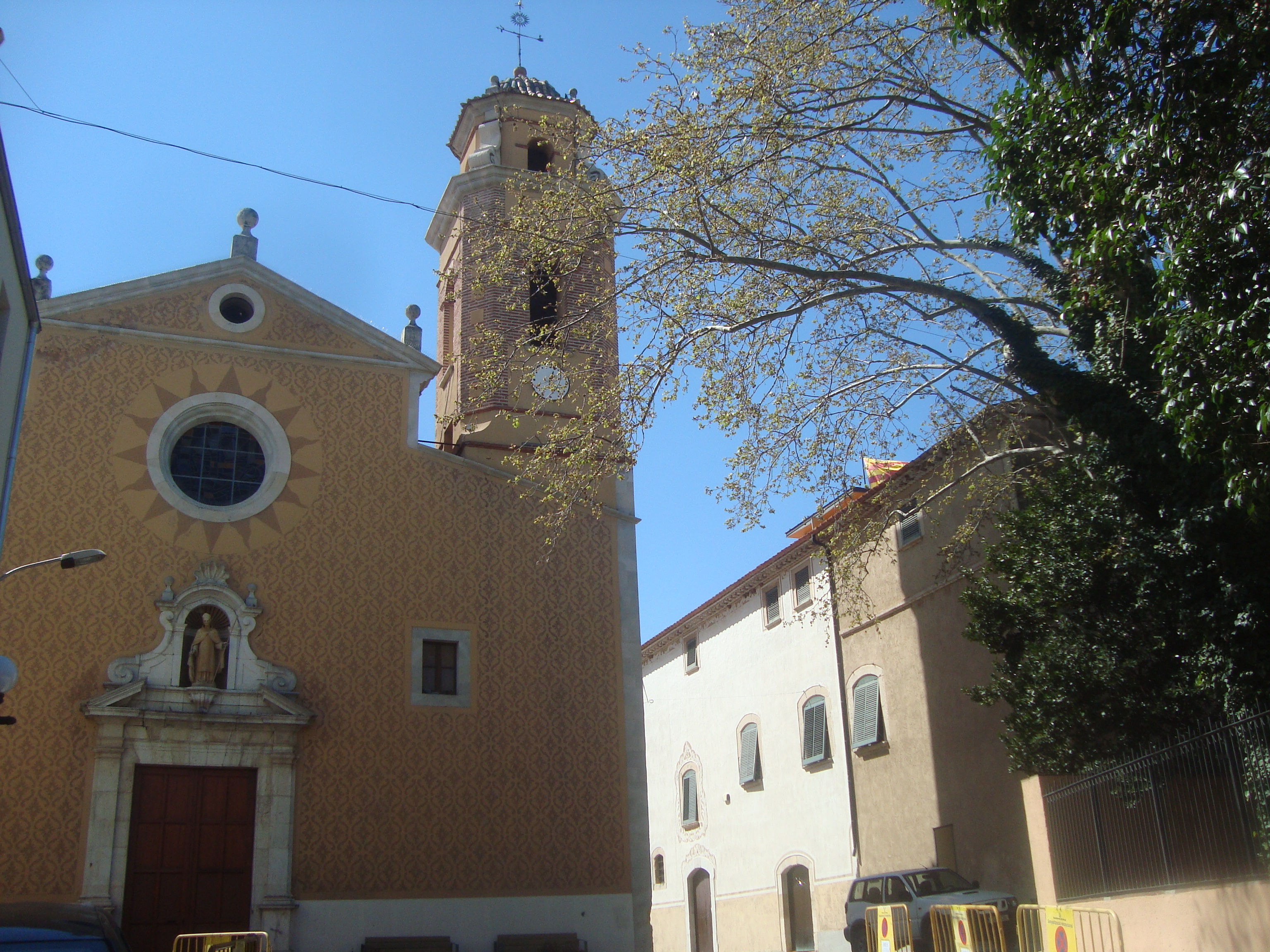
Martinskirche
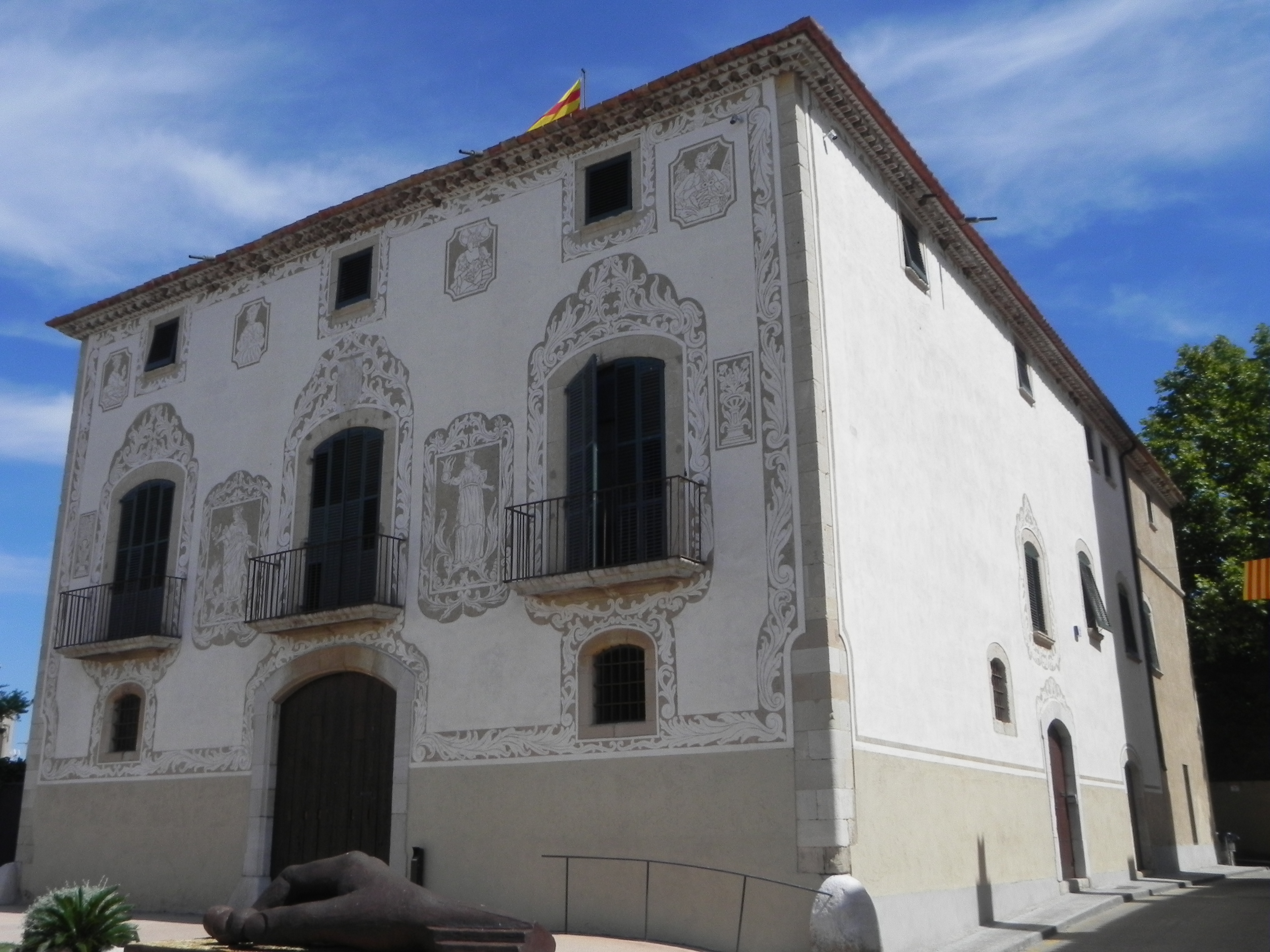
Rathaus

## Persönlichkeiten
- Gerard Garriga (* 1993), Fußballspieler